# La Valldan (Odèn)
|  | Aquest article tracta sobre l'entitat de població d'Odèn. Vegeu-ne altres significats a «la Valldan». |

La Valldan és una de les nou entitats de població del municipi d'Odèn (Solsonès).

## Situació
Està situada a l'extrem occidental del terme, a la vall de la rasa de la Valldan i damunt la vila d'Oliana (Alt Urgell), a uns 685 msnm.

## Demografia
| Evolució demogràfica |            |            |            |                   |                   |                   |       |
| Any                  | Nucli urbà | Nucli urbà | Nucli urbà | Poblament dispers | Poblament dispers | Poblament dispers | Total |
| Any                  | Homes      | Dones      | Total      | Homes             | Dones             | Total             | Total |
| 2000                 | 0          | 0          | 0          | 12                | 9                 | 21                | 21    |
| 2001                 | 0          | 0          | 0          | 10                | 9                 | 19                | 19    |
| 2002                 | 0          | 0          | 0          | 11                | 9                 | 20                | 20    |
| 2003                 | 0          | 0          | 0          | 11                | 9                 | 20                | 20    |
| 2004                 | 0          | 0          | 0          | 12                | 9                 | 21                | 21    |
| 2005                 | 0          | 0          | 0          | 12                | 9                 | 21                | 21    |
| 2006                 | 0          | 0          | 0          | 12                | 9                 | 21                | 21    |
| 2007                 | 0          | 0          | 0          | 13                | 9                 | 22                | 22    |
| 2008                 | 0          | 0          | 0          | 12                | 9                 | 21                | 21    |
| Font: INE            |            |            |            |                   |                   |                   |       |